# Tupís

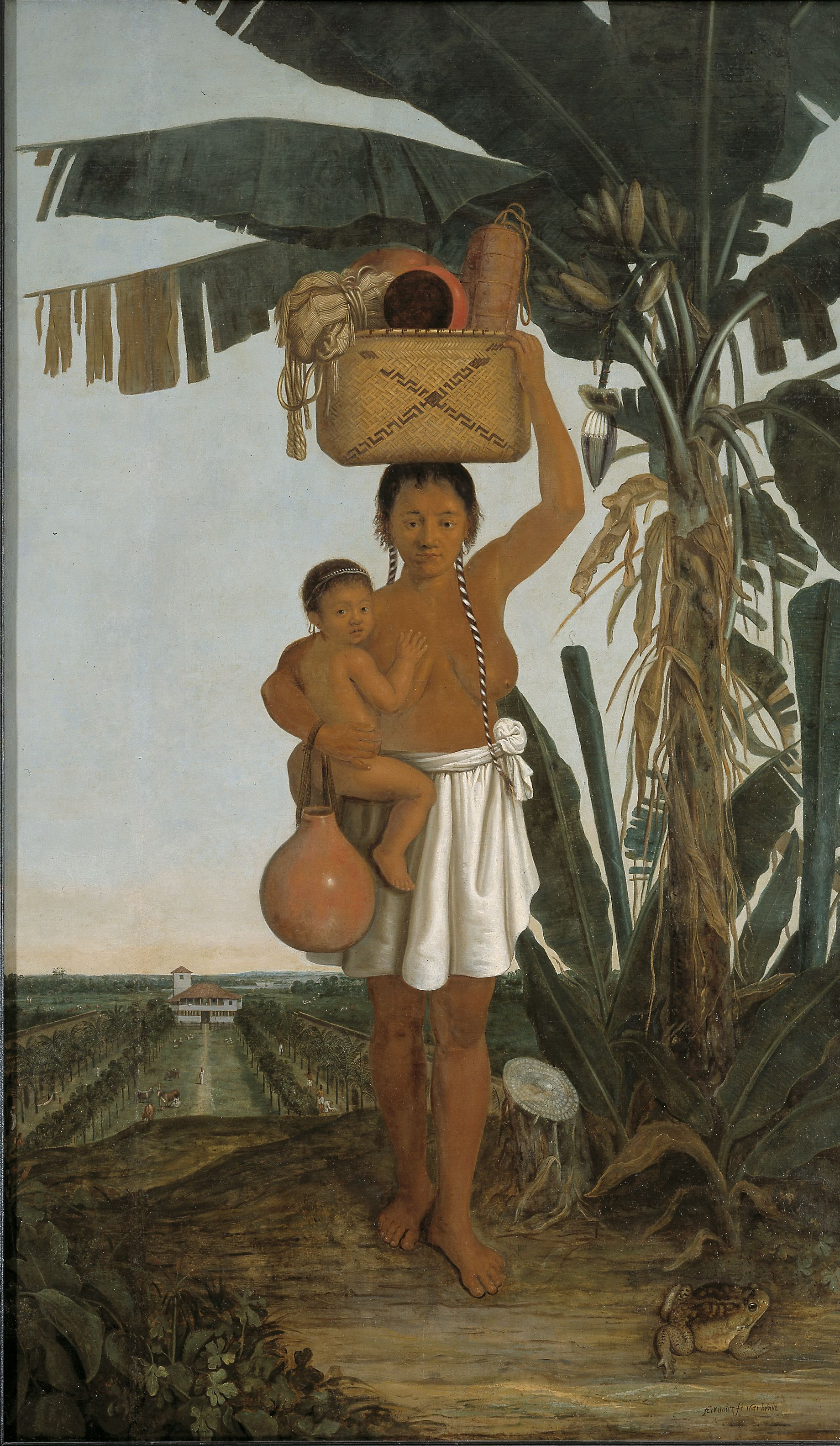
Dona tupí. Albert Eckhout (Museu Nacional de Dinamarca).

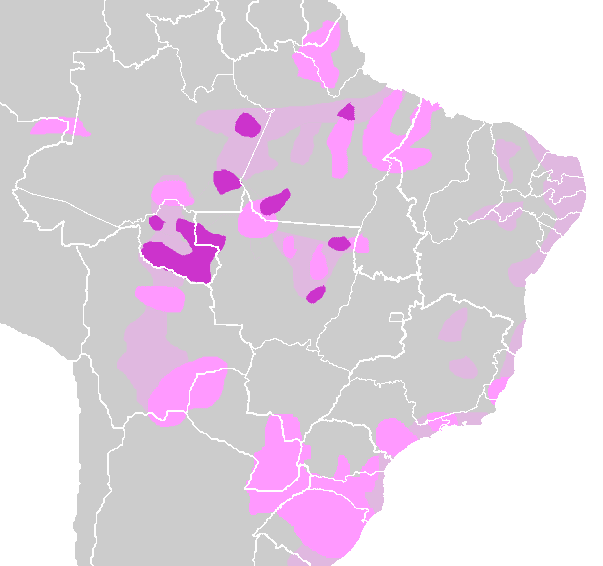
Llengües tupís (violeta) i llengües tupí-guaranís (rosa) en l'actualitat i àrees d'extensió probables en el passat.

Els tupís engloben diverses ètnies diferents que parlen llengües tupí-guaraní. La família lingüística tupí-guaraní és una de les principals famílies lingüístiques d'Amèrica del Sud. La regió originària de les llengües tupís podria haver estat la regió de Roraima o alguna altra regió propera dins de la selva amazònica, i posteriorment es van expandir cap al sud i gradualment van ocupar la costa atlàntica.

## Subgrups i llengües
El grup lingüístic tupí-guaraní està format per nou branques diferents, de les quals, els pobles guaranís (subgrup I) constitueixen un dels principals grups. Els tupís pròpiament dits constitueixen el subgrup III, i entre les seves llengües estan:
- Tupinambá, parlat en la costa atlàntica, des de Rio de Janeiro fins a l'Amazones (Brasil), la seva llengua va donar lloc al nheengatu, àmpliament usat a Brasil fins al segle xix com lingua franca.
- Tupiniquim o Sirionó, parlatt en els estats d'Espírito Santo i Bahia (Brasil).
- Tupí [pròpiament dit], actual estat de São Paulo (Brasil), la seva llengua va donar lloc a la lingua franca anomenada Língua geral de São Paulo.
- Potiguára, parlat en l'estat de Paraíba (Brasil).
- Omagua (amb dialectes com l'aizuare, curacirari, paguana), parlat a l'àrea d'Iquitos (Perú).
- Cocama, parlat a l'àrea de la frontera de Perú, Brasil i Colòmbia.

## Història
Molts dels indígenes descendents dels pobles tupís originals viuen avui dia confinats en reserves indígenes o han assimilat en algun grau la cultura de la societat dominant. En el sud-est de Brasil, els tupís són una presència important, i constitueixen una porció considerable de les classes baixes en el nord, nord-est i centre-oest de Brasil.
A l'arribada dels europeus, els pobles tupís ocupaven gairebé tota la costa de Brasil i extenses àrees de la selva amazònica. Els tupís no constituïen un únic grup ètnic i parlaven llengua diferents encara que emparentades, els pobles tupís estaven dividits en diverses ètnies enfrontades constantment en guerres unes contra altres. En aquestes guerres, els tupís intentaven capturar als seus enemics per després matar-los en rituals antropofàgics, en lloc de matar-los en batalla. Algunes d'aquestes tribus eren els tupiniquim, tupinambá, potiguara, tabajara, caetés, temiminó, tamoios i una altra identificada pel mateix nom tupí, cosa que suposa que tupí és un terme genèric i específic alhora.
Els guaranís són una nació diferent, habitants del sud de Brasil, Uruguai, Paraguai i el nord de l'Argentina que parlen la llengua guaraní. Aquest és un altre idioma que es considera part del mateix grup que el tupí.

### Llegat cultural
La cultura i les llengües tupís tenen una presència massiva en la cultura brasilera actual i en el portuguès de Brasil. Alguns exemples de paraules portugueses que provenen de llengües tupís són: mingau, mirim, soco, cutucar, tiquinho, pererca, tatu. Els noms de diverses espècies de fauna i flora locals procedeixen del tupí. Diversos llocs i ciutats del Brasil modern tenen nom en tupí.
La tribu tupinambá està retratada de forma fictícia en la pel·lícula satírica de 1971 Com Era Gostoso o Meu Francês, del director Nelson Pereira dos Santos, on la major part dels diàlegs estan en la llengua nheengatu dels tupinambá.